# Otto Porsch
Otto Porsch (* 12. September 1875 in Wien; † 2. Jänner 1959 ebenda) war ein österreichischer Botaniker. Sein botanisches Autorenkürzel lautet „Porsch“.

## Leben
Otto Porsch studierte Zoologie und Botanik an der Universität Wien, promovierte am 19. Juni 1901 in Wien bei Richard Wettstein mit einer Arbeit über den systematischen phylogenetischen Wert der Blütenzeichnung bei der Gattung Galeopsis und wirkte von Oktober 1900 bis März 1903 als Assistent von Gottlieb Haberlandt an der Technischen Hochschule Graz und von 1903 bis 1910 bei Richard Wettstein am Botanischen Institut in Wien. 1906 habilitierte er sich mit seiner Habilitationsschrift Der Spaltöffnungsapparat im Lichte der Phylogenie für systematische Botanik und wurde drei Jahre später Honorardozent und Leiter der botanischen Lehrkanzel sowie Leiter des Gartens an der Tierärztlichen Hochschule in Wien. Im Jahr 1911 übernahm er zunächst als außerordentlicher Professor die Leitung des Botanischen Instituts an der Franz-Josephs-Universität in Czernowitz in der Bukowina und wurde hier drei Jahre später 1914 als ordentlicher Professor für Botanik berufen.
Nachdem die Czernowitzer Universität nach Ende des Ersten Weltkrieges in die Zuständigkeit Rumäniens übergegangen war, wirkte er später ab 1920 als ordentlicher Professor für Botanik an der Hochschule für Bodenkultur in Wien, wobei er in der Folge in den Studienjahren 1932/33 und 1939/40 das Amt des Rektors innehatte, allerdings zwischenzeitlich 1934 seiner Professur enthoben wurde.
Der Schwerpunkt der Forschungen von Otto Porsch lag auf dem Gebiet der Blütenbiologie. Von 1927 bis 1945 gab er die Biologia generalis. Internationales Archiv für die Fragen der Lebensforschung mit heraus.
Otto Porsch wurde 1927 mit dem Ignaz-Lieben-Preis der Österreichischen Akademie der Wissenschaften ausgezeichnet, 1928 unter der Präsidentschaft des Geologen Johannes Walther als Mitglied der Fachsektion Landbauwissenschaften in die Deutsche Akademie der Naturforscher Leopoldina und 1940 als korrespondierendes Mitglied in die Österreichische Akademie der Wissenschaften aufgenommen.
Otto Porsch wurde aufgrund seiner Mittäterschaft während der Herrschaft der Nationalsozialisten im Jahr 1945 im Zuge der Entnazifizierung an der Hochschule für Bodenkultur von seinen Ämtern enthoben.

## Schriften (Auswahl)
- Der Spaltöffnungsapparat im Lichte der Phylogenie. Ein Beitrag zur „phylogenetischen Pflanzenhistologie“. Fischer, Jena 1905 (Digitalisat)